# 공릉천
공릉천(恭陵川)은 경기도 양주시, 고양시, 그리고 파주시에 걸쳐 한강으로 흘러드는 하천이다. 공릉천이라는 이름은 파주시에 있는 파주 삼릉(공릉,순릉,영릉)의 공릉에서 유래하였다. 경기도 양주시의 사패산(북한산국립공원내에 위치) 송추계곡에서 발원하며, 양주시 부곡리에서 행정상의 지방하천으로 시작된다. 39번 국도와 온릉(조선 중종의 첫 왕비 단경왕후의 묘)까지 평행선이며, 온릉에서 남쪽으로 굽이친다. 양주시 삼상리에서 석현천과 합류하며 서울외곽순환고속도로에서는 4번이나 공릉천 다리를 만나는데, 양주요금소 앞의 공릉천1교, 그 앞의 공릉천2교, 통일로IC 앞의 공릉천3교, 통일로IC에 있는 공릉천4교가 있다. 원당천과 합류한 이후 제2벽제교 앞부터 파주시 경계까지는 고양시 덕양구와 일산동구의 경계를 이룬다. 경기도 고양시 덕양구 내유동과 일산동구 지영동, 경기도 파주시 장곡리의 경계에서 국가하천으로 바뀌며 파주시 봉일천동을 지나 금촌동을 거쳐 교하동을 지나 경기도 파주시 송촌동에 있는 자유로 송촌대교에서 한강과 합류한다.
일제강점기부터 반세기 넘도록 곡릉천이라 불렸는데, 이것은 일제가 민족 말살 정책에 앞서 임의로 하천 이름을 바꾼것이다. 파주시의 요청으로 국토해양부가 2009년 1월에 곡릉천을 공릉천으로 다시 개명하면서 원래 이름을 회복했다. 

## 공릉천의 지류
공릉천은 양주시에서 석현천과 합류하며 고양시에서는 선유천, 오금천, 벽제천, 대자천, 원당천, 고골천이 합류하며, 파주시에서는 파주 고산천(경안천에 같은 이름의 지류가 있다), 장진천, 소리천, 금촌천, 사포교천, 소위지천, 청룡두천이 합류한다.

## 같이 보기
- 신원동 덕명교비 - 고양시의 향토유적 제52호